# Orde van de Gouden Rijsthalm
De Orde van de Gouden Rijsthalm was een Chinese onderscheiding. De onderscheiding werd voor de Tweede Wereldoorlog door de Republiek China uitgereikt maar maakt geen deel meer uit van de onderscheidingen van de regeringen van de Republiek China in Tai-Peh en de Volksrepubliek China in Peking. Deze ridderorde kende negen graden.
De graden en versierselen van de Orde van de Gouden Rijsthalm
- Speciaal Grootlint
- Grootlint
- Groen Grootlint
- Speciale Cravatte
- Cravatte
- Speciaal Rozet
- Rozet
- Speciaal lint
- Lint